# Bournens
Bournens är en ort och kommun  i distriktet Gros-de-Vaud i kantonen Vaud, Schweiz. Kommunen har 518 invånare (2023).